# Ya’acov Peterzil
Ya’acov Peterzil, auch Kobi Peterzil, ist ein israelischer mathematischer Logiker.
Peterzil wurde 1991 bei Leo Harrington an der University of California, Berkeley promoviert (Some Definability Questions in Structure over the Reals and In General O-Minimal Structures). Er ist Professor an der Universität Haifa.
2013 erhielt er den Karp-Preis mit Sergei Startschenko und anderen. Er befasst sich mit Modelltheorie und deren Beziehungen zur Algebra (algebraisch-abgeschlossene Körper, Reell abgeschlossene Körper, Liegruppen u. a.). Mit Startschenko baute er die Theorie o-minimaler Strukturen aus (und die darauf beruhende die Methode von Pila-Zannier) und wandte sie auf zahlentheoretische und komplex-analytische Probleme an.
2010 war er Invited Speaker auf dem Internationalen Mathematikerkongress in Hyderabad (Vortrag mit Startschenko: Tame complex analysis and o-minimality).
2024 wurde Peterzil als einer der Tarski Lecturer ausgewählt.

## Schriften
- mit Sergei Startschenko, A. Pillay: Definably simple groups in o-minimal structures, Transactions American Mathematical Society, Band 352, 2000, S. 4397–4419
- mit Startschenko: A trichotomy theorem for o-minimal structures, Proc. London Math. Soc., Band 77, 1998, S. 481–523
- mit Startschenko: Uniform definability of the Weierstrass ℘-functions and generalized tori of dimension one, Selecta Math. (N.S.), Band 10, 2004, S. 525–550.
- mit Startschenko: Definability of restricted theta functions and families of abelian varieties, Duke Math. J., Band 162, 2013, S., 731–765.
- mit S. Startschenko: Complex analytic geometry and analytic-geometric categories, J. reine angew. Math., Band 626, 2009, S. 39-.74